# Alice Stanley, grevinna av Derby
Alice Stanley, grevinna av Derby, född Spencer 1559, död 1637, var en engelsk adelskvinna. Hennes tre döttrar stod efter 1596 enligt Henrik VIII:s testamente närmast i tronföljden efter Elisabet I. 
Hon gifte sig 1579 med Ferdinando Stanley, 5:e earl av Derby, som ingick i den engelska tronföljden, och blev mor till tronarvingen Anne Stanley. Hon blev änka 1594. När hennes svärmor avled 1596, stod hennes döttrar först i tur i tronföljden efter Elisabet. Vid Elisabets död 1603 åsidosattes dock hennes döttrars arvsrätt. Hon gifte sig 1600 med Thomas Egerton, 1:e viscount Brackley. 
Hon var verksam som mecenat. Hon gynnade poeten Edmund Spenser, som gjorde henne till "Amaryllis" i sin eclogue Colin Clouts Come Home Againe (1595) och dedikerade sin dikt The Teares of the Muses (1591) till henne.